# Орден Корони Таїланду
О́рден Коро́ни Таїла́нду  (тай. เครื่องราชอิสริยาภรณ์อันมีเกียรติยศยิ่งมงกุฎไทย) — орден Сіаму, а згодом Таїланду.

## Історія
29 грудня 1869 року король Сіаму Рама V Чулалонгкорн заснував «Найблагороднійший орден Корони Сіаму» для нагородження членів королівської сім'ї, державних службовців, інших підданих та іноземців за заслуги перед Королівством Сіам.
Спочатку нагорода мала 5 ступенів та 2 медалі, пізніше (в 1918 році) король Рама VI Вачіравудх заснував спеціальний клас ордена — Лицар Великий стрічки.
У 1948 році найменування нагороди було змінено на «Найблагороднійший орден Корони Таїланду».

## Ступені
| Ознаки                | Ознаки                | Ознаки         | Ознаки   | Ознаки | Ознаки  | Ознаки        | Ознаки        |
| --------------------- | --------------------- | -------------- | -------- | ------ | ------- | ------------- | ------------- |
| Лицар Великої стрічки | Лицар Великого Хреста | Лицар-Командор | Командор | Офіцер | Кавалер | Золота медаль | Срібна медаль |